# Teikoku (Automarke)
Teikoku war eine japanische Automarke.

## Markengeschichte
Die Marke wurde etwa 1947 für Automobile eingeführt. Teikoku Electric Manufacturing aus Tatsuno als Hersteller nennt den April 1947 als Beginn für Entwicklung und Vertrieb. Die Vermarktung beschränkte sich überwiegend auf den heimatlichen Bereich in der Präfektur Hyōgo. Dies wird auch als Ursache dafür angesehen, dass die Marke wenig Bekanntheit erlangte. 1949 gab es Pläne für eine Expansion, die jedoch nicht umgesetzt wurden. In manchen Monaten entstanden 30 Fahrzeuge. Spätestens 1952 endete die Produktion.

## Fahrzeuge
Im Angebot standen ausschließlich Elektroautos. Sie hatten einen Elektromotor mit unbekannter Motorleistung.
Etwa 1947 gab es einen offenen Viersitzer im Stil des Willys MB. Von diesem Modell zeigt der Hersteller ein Foto auf seiner Internetseite. Etwa 1948 folgte eine zweitürige Limousine. Die Türen waren hinten angeschlagen. Ebenso auf etwa 1948 ist ein Lieferwagen in Frontlenkerbauweise datiert. Anhand eines Fotos ist erkennbar, dass die Batterien offensichtlich in Unterflurbauweise zwischen den Achsen angeordnet waren. Etwa 1949 folgte eine viertürige Limousine. Ebenfalls auf etwa 1949 sind dreirädrige Nutzfahrzeuge datiert. Sie hatten ein vorderes Einzelrad, dahinter ein mehr oder weniger offenes Abteil ohne Türen für den Fahrer und daran anschließend einen Kasten für Ladung. Abnehmer war die Post.